# Ádám O. Gábor
Ádám O. Gábor kortárs magyar író. Civilben közgazdász, stratéga. Üvegplafont áttört multinacionális fehérgalléros katona, nemzetközi tanácsadó cég volt partnere. Több tucat vélemény- és úti cikket jegyez a Forbes, a Portfolio és az Index hasábjain. 82 országban járt, 31-ben golfozott.
Első kötete, a Budapesti patkányok a világ körül 2025-ben jelent meg a Libri csoportnál, a Hitel Könyvkiadó gondozásában. A mű egy rendhagyó úti novellagyűjtemény, amely négy barát – Polgi, Dottore, Ügyvéd úr és Mon’y – kalandjait követi nyomon, akik egy átmulatott éjszaka után úgy döntenek, elmenekülnek a magyar valóságból, és bejárják Európa és a világ bulifővárosait. 
Ádám O. Gábor írói stílusát a kortárs magyar irodalom szatirikus és ironikus hagyományaihoz lehet kapcsolni, miközben egyedi hangvételével és témaválasztásával új színt visz az irodalmi palettára.